# گیره‌ماهی رودخانه
گیره‌ماهی رودخانه (نام علمی: Gobiesox cephalus) نام یک گونه از سرده گیره‌ماهی است.